# Richard Freitag
Richard Freitag (* 14. August 1991 in Erlabrunn) ist ein ehemaliger deutscher Skispringer.
Seine größten Einzelerfolge sind der zweite Platz im Gesamtweltcup der Saison 2017/18 und der Gewinn der Bronzemedaille bei der Skiflug-Weltmeisterschaft 2018 in Oberstdorf. Mit dem Team wurde er Weltmeister im Mixed-Wettbewerb der Nordischen Skiweltmeisterschaften 2015 sowie im Team bei den Weltmeisterschaften 2019. Weitere große Erfolge sind die gewonnenen Silbermedaillen mit der deutschen Mannschaft bei den Olympischen Winterspielen 2018, bei der Skiflug-Weltmeisterschaft 2012 in Vikersund und den Nordischen Skiweltmeisterschaften 2013 im Val di Fiemme, sowie die Bronzemedaille beim Mixed-Wettbewerb der WM 2013.
Freitag war seit 2012 Sportsoldat der Sportfördergruppe der Bundeswehr Frankenberg. Er hatte den militärischen Rang eines Stabsgefreiten.

## Leben
Richard Freitag kam im Krankenhaus des sächsischen Landkreises Schwarzenberg in Erlabrunn zur Welt, wo zuvor auch die Skisprung-Legenden Jens Weißflog und Sven Hannawald geboren wurden. Er ist ein Sohn des ehemaligen DDR-Skispringers Holger Freitag und wuchs in Breitenbrunn/Erzgeb. auf. Im Jahr 2011 legte Freitag das Abitur am Sportgymnasium in Oberwiesenthal ab. 2017 ist er vom sächsischen Frankenberg, wo er mit dem Nordischen Kombinierer Eric Frenzel zusammenwohnte, nach Oberstdorf umgezogen. Dort lebte er in einer Wohngemeinschaft mit dem Nordischen Kombinierer David Welde. Nach zwei Jahren in Oberstdorf kehrte Freitag ins Erzgebirge zurück und ließ sich in seinem Elternhaus in Breitenbrunn nieder.
Richard Freitag hat einen fünf Jahre älteren Bruder. Seine Schwester Selina (* 2001) ist ebenfalls Skispringerin.

## Werdegang
Freitag sprang für die SG Nickelhütte Aue, wurde allerdings im Verein WSV 08 Johanngeorgenstadt gefördert. Seit April 2009 gehörte er dem B-Kader des DSV an. Im Juli 2009 errang er mit der sächsischen Landesauswahl den dritten Platz im Mannschaftsspringen bei den Deutschen Meisterschaften.
Im Weltcup wurde er erstmals am 29. Dezember 2009 bei der Vierschanzentournee in Oberstdorf eingesetzt, nachdem er zuvor im Continental Cup Erfolge sammelte. Am 3. Januar 2010 schaffte er in Innsbruck mit einem 30. Platz seinen ersten Weltcup-Punkt. Bei der Skiflug-Weltmeisterschaft 2010 in Planica belegte er im Einzelfliegen den 28. Platz. Sein bis dahin bestes Ergebnis bei einem Weltcupspringen erreichte er mit Platz 13 beim Auftaktspringen der Vierschanzentournee 2010/11 am 29. Dezember 2010 in Oberstdorf. Bei den Deutschen Meisterschaften 2011 in Hinterzarten konnte er als Zweiter erstmals im Einzel auf das Podest springen.
Zu Beginn der Weltcup-Saison 2011/12 belegte er Platz neun in Kuusamo und erreichte mit dem zweiten Rang in Lillehammer am 3. Dezember 2011 seine erste Podestplatzierung. Ein Wochenende später gewann er auf der Čerťák in Harrachov vor Thomas Morgenstern und Severin Freund sein erstes Weltcupspringen. Auf derselben Schanze hatte sein Vater Holger Freitag am 8. Januar 1983 seinen einzigen Weltcupsieg feiern können. Bei der Skiflug-Weltmeisterschaft 2012 in Vikersund flog Freitag als erster Deutscher auf eine Weite von 230 Metern. Im selben Wettkampf wurde er zusammen mit der deutschen Mannschaft Silbermedaillen-Gewinner.
Am 30. November 2012 war er zum ersten Mal mit dem deutschen Team beim Springen von der Rukatunturi-Schanze in Kuusamo siegreich. Seinen zweiten Weltcupsieg feierte Freitag am 16. Februar 2013 im Rahmen der FIS-Team-Tour 2013, als er das Skifliegen von der Heini-Klopfer-Schanze in Oberstdorf gewann. In dem bei den Nordischen Skiweltmeisterschaften 2013 im Val di Fiemme erstmals ausgetragenen Mixedmannschaftswettbewerb gewann er mit der deutschen Mannschaft an der Seite von Carina Vogt, Ulrike Gräßler und Severin Freund hinter Japan und Österreich die Bronzemedaille. Zuvor war er im Springen von der Normalschanze Sechster geworden. Im Mannschaftswettbewerb von der Großschanze errang er mit seinen Teamkollegen Andreas Wank, Severin Freund und Michael Neumayer hinter Österreich die Silbermedaille, nachdem diese dem norwegischen Team aufgrund einer Fehlberechnung des Anlaufes nachträglich aberkannt wurde. Der Vorsprung vor den nun drittplatzierten Polen betrug nur 0,8 Punkte. Am 10. März 2013 konnte Freitag einen Tag nach dem Erfolg mit der Mannschaft auf der Großschanze von Lahti seinen dritten Einzel-Weltcupsieg erlangen.
Die Weltcup-Saison 2013/14 mit drei Podestplatzierungen im Einzel verlief weniger erfolgreich als die beiden vorherigen. Bei den Olympischen Spielen in Sotschi erreichte er die Plätze 20 und 21. Für das Teamspringen, bei dem die deutsche Mannschaft Gold holte, wurde er nicht nominiert. Seinen vierten Weltcupsieg feierte Freitag am 20. Dezember 2014 in Engelberg. Am 4. Januar 2015 gelang ihm in Innsbruck sein fünfter Weltcupsieg, der auch sein erster bei einer Vierschanzentournee war und der zugleich der erste Sieg eines deutschen Springers bei der Tournee seit 2002 war. In der Tourneegesamtwertung belegte er als bester deutscher Springer den sechsten Platz.
Freitag wurde am 22. Februar 2015 zusammen mit Carina Vogt, Katharina Althaus und Severin Freund Weltmeister im Mixed-Wettbewerb der Nordischen Skiweltmeisterschaften 2015. Bei den Deutschen Meisterschaften 2016 in Oberhof gewann Freitag die Bronzemedaille im Einzelwettbewerb sowie im Mannschaftswettbewerb zusammen mit Julian Hahn, Johannes Schubert und Martin Hamann die Silbermedaille.
Bei der Skiflug-Weltmeisterschaft 2016 in Tauplitz/Bad Mitterndorf belegte er den achten Platz im Einzelwettbewerb und im Mannschaftswettbewerb konnte er den Erfolg von 2012 wiederholen und gewann zusammen mit Andreas Wellinger, Stephan Leyhe und Severin Freund die Silbermedaille hinter den Norwegern.

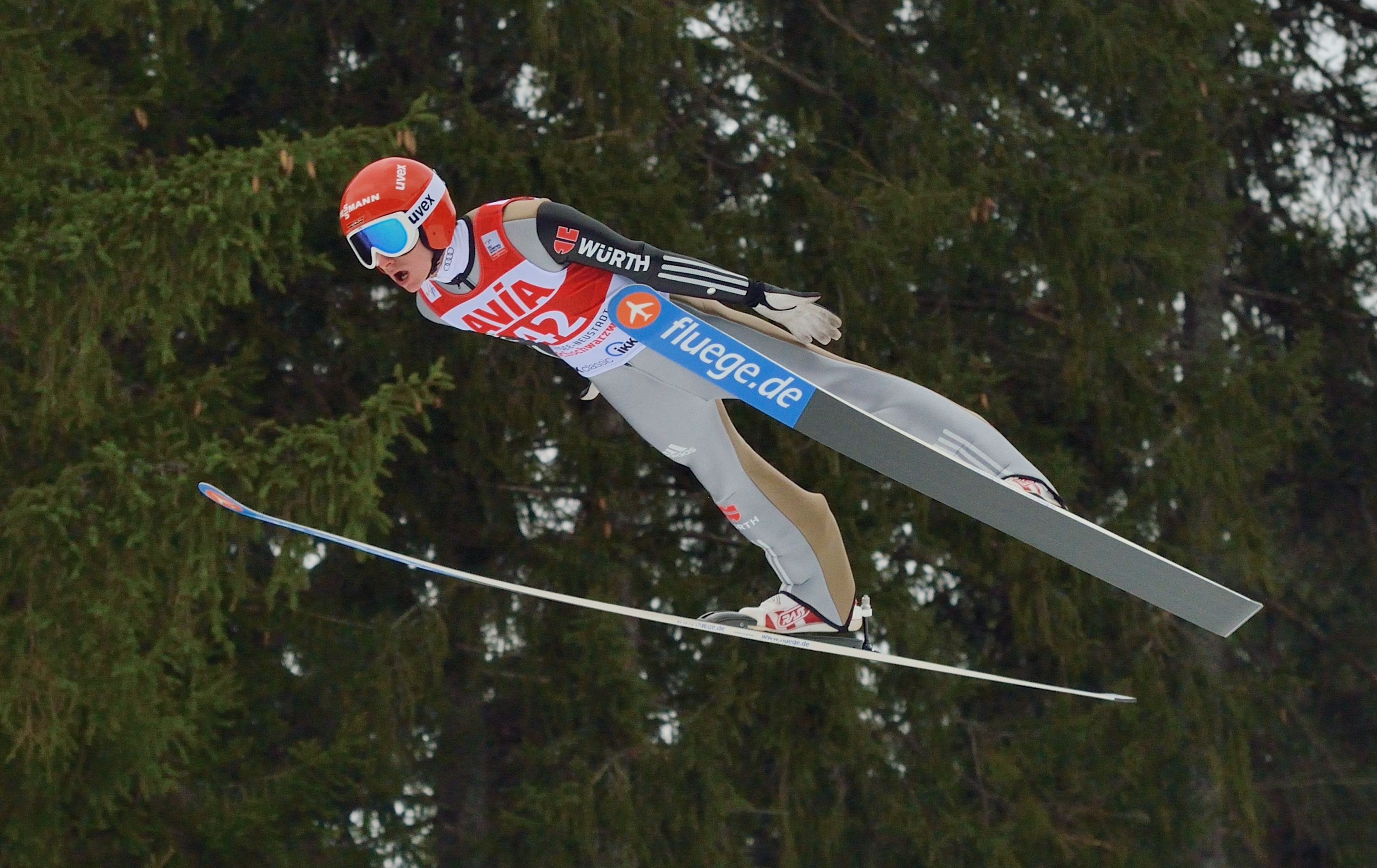
Freitag beim Weltcupspringen in Titisee-Neustadt 2016

Bei den Nordischen Skiweltmeisterschaften 2017 in Lahti belegte er in den Einzelwettbewerben den neunten Rang auf der Normalschanze und den 19. Rang auf der Großschanze. Mit der Mannschaft wurde er Vierter auf der Großschanze.
Zu Beginn der Weltcup-Saison 2017/18 gelangen ihm zwei Siege in Nischni Tagil und Titisee-Neustadt, mit denen er zum ersten Mal in seiner Karriere die Führung in der Gesamtwertung übernahm. Nach einem weiteren Sieg in Engelberg kam er als Weltcupführender zur 66. Vierschanzentournee. Dort belegte er in Oberstdorf und Garmisch-Partenkirchen jeweils den zweiten Platz hinter dem Polen Kamil Stoch. Als Zweiter der Tournee-Wertung kam er im ersten Durchgang des dritten Springens in Innsbruck zu Sturz und nahm am zweiten Durchgang nicht mehr teil. Nach Aussagen des Mannschaftsarztes hatte er Schmerzen in der linken Hüfte, die ärztlich abgeklärt wurden. Am Folgetag gab der DSV bekannt, dass Freitag die Tournee aufgrund von Hüftprellungen vorzeitig beendet und nicht am Springen in Bischofshofen teilnimmt. Sein erster Wettbewerb nach der Verletzungspause war die Skiflug-Weltmeisterschaft 2018 in Oberstdorf, bei der er Bronze im Einzel gewann. Bei den Olympischen Winterspielen 2018 blieb Freitag als jeweils Neunter in beiden Einzelwettbewerben ohne Medaille, gewann aber mit dem Team hinter Norwegen Silber. Im Skisprung-Weltcup 2017/18 wurde Freitag Zweitplatzierter hinter Kamil Stoch.
Die Saison 2018/19 verlief für Freitag zunächst mäßig. So beendete er die Vierschanzentournee 2018/19 auf dem vierzehnten Platz und konnte zudem lange Zeit keine Platzierungen unter den besten Zehn vorweisen. Nachdem er sich bereits bei den Weltcupspringen in Willingen im Rahmen des Willingen Five 2019 mit seinen besten Saisonplatzierungen (Platz 4 und 6) formverbessert gezeigt hatte, bestätigte er dies eine Woche später bei den Weltmeisterschaften 2019 in Seefeld: Auf der Großschanze in Innsbruck belegte er den neunten Rang im Einzel und gewann mit seinen Teamkameraden Karl Geiger, Stephan Leyhe und Markus Eisenbichler den Weltmeistertitel im Mannschaftswettbewerb. Beim Wettbewerb von der Normalschanze sprang Freitag vom neunzehnten Platz nach dem ersten Durchgang noch auf den fünften Rang. Er profitierte dabei vom einsetzenden Schneefall, der nach seinem zweiten Sprung die Anlaufspur deutlich langsamer machte und somit insbesondere die Führenden des ersten Durchgangs traf.
Auch in den nachfolgenden Saisons konnte er nicht an frühere Leistungen anknüpfen und startete zwischenzeitlich im Continental- sowie im FIS-Cup. Am 22. Januar 2022 nahm Freitag in Titisee-Neustadt erstmals seit über einem Jahr wieder am Weltcup teil und belegte in zwei aufeinanderfolgenden Wettbewerben jeweils den 21. Platz.
Im Rahmen des Skiflugwochenendes in Oberstdorf im März 2022 verkündete Freitag sein sofortiges Karriereende.

## Erfolge

### Olympische Winterspiele
- Sotschi 2014: 20. Einzel Normalschanze, 21. Einzel Großschanze
- Pyeongchang 2018: 2. Mannschaft, 9. Einzel Normalschanze, 9. Einzel Großschanze

### Nordische Skiweltmeisterschaften
- Oslo 2011: 4. Mannschaft Großschanze, 15. Einzel Großschanze
- Val di Fiemme 2013: 3. Mixed Mannschaft, 2. Mannschaft, 6. Einzel Normalschanze, 6. Einzel Großschanze
- Falun 2015: 1. Mixed Mannschaft, 5. Mannschaft, 7. Einzel Normalschanze, 15. Einzel Großschanze
- Lahti 2017: 4. Mannschaft, 9. Einzel Normalschanze, 19. Einzel Großschanze
- Seefeld 2019: 1. Mannschaft, 5. Einzel Normalschanze, 9. Einzel Großschanze

### Skiflug-Weltmeisterschaften
- Planica 2010: 28. Einzel, 7. Mannschaft
- Vikersund 2012: 9. Einzel, 2. Mannschaft
- Bad Mitterndorf 2016: 8. Einzel, 2. Mannschaft
- Oberstdorf 2018: 3. Einzel, 4. Mannschaft

### Weltcupsiege im Einzel
| Nr. | Datum             | Ort              | Typ         |
| --- | ----------------- | ---------------- | ----------- |
| 1.  | 11. Dezember 2011 | Harrachov        | Großschanze |
| 2.  | 16. Februar 2013  | Oberstdorf       | Flugschanze |
| 3.  | 10. März 2013     | Lahti            | Großschanze |
| 4.  | 20. Dezember 2014 | Engelberg        | Großschanze |
| 5.  | 4. Januar 2015    | Innsbruck        | Großschanze |
| 6.  | 2. Dezember 2017  | Nischni Tagil    | Großschanze |
| 7.  | 10. Dezember 2017 | Titisee-Neustadt | Großschanze |
| 8.  | 17. Dezember 2017 | Engelberg        | Großschanze |

### Weltcupsiege im Team
| Nr. | Datum             | Ort         | Typ         |
| --- | ----------------- | ----------- | ----------- |
| 1.  | 30. November 2012 | Kuusamo     | Großschanze |
| 2.  | 9. März 2013      | Lahti       | Großschanze |
| 3.  | 22. November 2014 | Klingenthal | Großschanze |
| 4.  | 17. Januar 2015   | Zakopane    | Großschanze |
| 5.  | 21. November 2015 | Klingenthal | Großschanze |
| 6.  | 9. Januar 2016    | Willingen   | Großschanze |
| 7.  | 21. Januar 2017   | Zakopane    | Großschanze |
| 8.  | 3. März 2018      | Lahti       | Großschanze |

### Grand-Prix-Siege im Einzel
| Nr. | Datum           | Ort          | Typ           |
| --- | --------------- | ------------ | ------------- |
| 1.  | 28. Juli 2013   | Hinterzarten | Normalschanze |
| 2.  | 4. Oktober 2014 | Klingenthal  | Großschanze   |

### Grand-Prix-Siege im Team
| Nr. | Datum         | Ort          | Typ                 |
| --- | ------------- | ------------ | ------------------- |
| 1.  | 27. Juli 2019 | Hinterzarten | Normalschanze Mixed |

## Statistik

### Weltcup-Platzierungen
| Saison  | Platz | Punkte |
| ------- | ----- | ------ |
| 2009/10 | 90.   | 0001   |
| 2010/11 | 38.   | 0105   |
| 2011/12 | 06.   | 1031   |
| 2012/13 | 08.   | 0736   |
| 2013/14 | 24.   | 0313   |
| 2014/15 | 12.   | 0622   |
| 2015/16 | 09.   | 0680   |
| 2016/17 | 13.   | 0507   |
| 2017/18 | 02.   | 1070   |
| 2018/19 | 21.   | 0331   |
| 2019/20 | 44.   | 0037   |
| 2020/21 | 69.   | 0004   |
| 2021/22 | 59.   | 0020   |

### Vierschanzentournee-Platzierungen
| Saison  | Platz | Punkte |
| ------- | ----- | ------ |
| 2009/10 | 38.   | 0453,1 |
| 2010/11 | 17.   | 0785,2 |
| 2011/12 | 10.   | 0820,4 |
| 2012/13 | 11.   | 0979,6 |
| 2013/14 | 24.   | 0732,3 |
| 2014/15 | 06.   | 1056,8 |
| 2015/16 | 09.   | 1001,4 |
| 2016/17 | 11.   | 0897,1 |
| 2017/18 | 27.   | 0665,1 |
| 2018/19 | 14.   | 0927,6 |
| 2020/21 | 45.   | 0339,4 |

### Grand-Prix-Platzierungen
| Saison | Platz | Punkte |
| ------ | ----- | ------ |
| 2011   | 07.   | 265    |
| 2012   | 19.   | 117    |
| 2013   | 12.   | 215    |
| 2014   | 07.   | 216    |
| 2015   | 20.   | 141    |
| 2016   | 27.   | 085    |
| 2017   | 60.   | 016    |
| 2018   | 40.   | 045    |
| 2019   | 22.   | 100    |

## Auszeichnungen
- 2019: Sportler des Jahres mit dem Team